# 杜羅河畔米蘭達

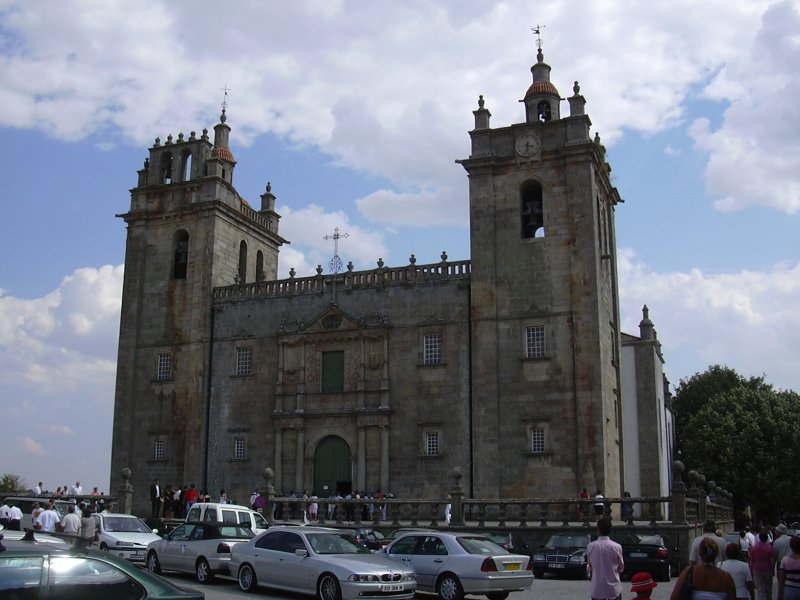

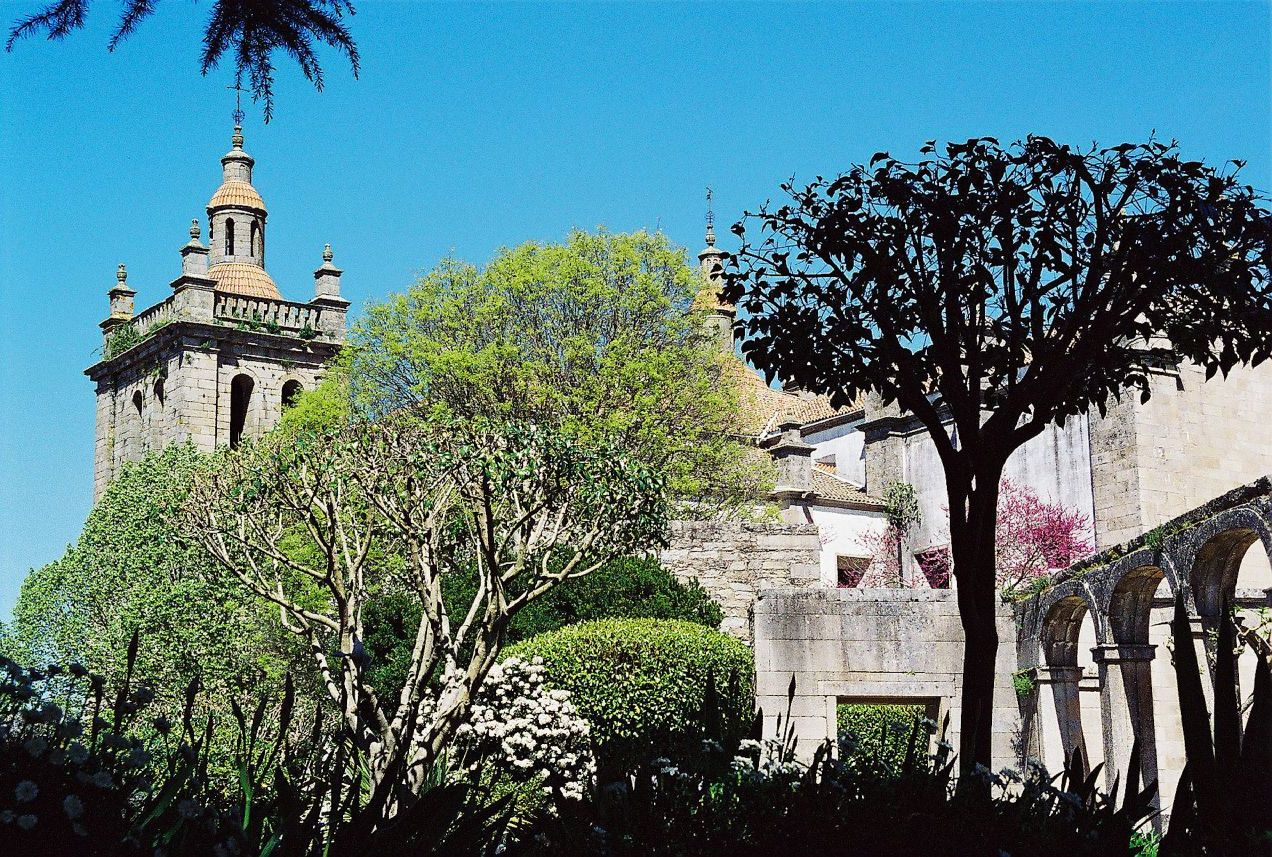

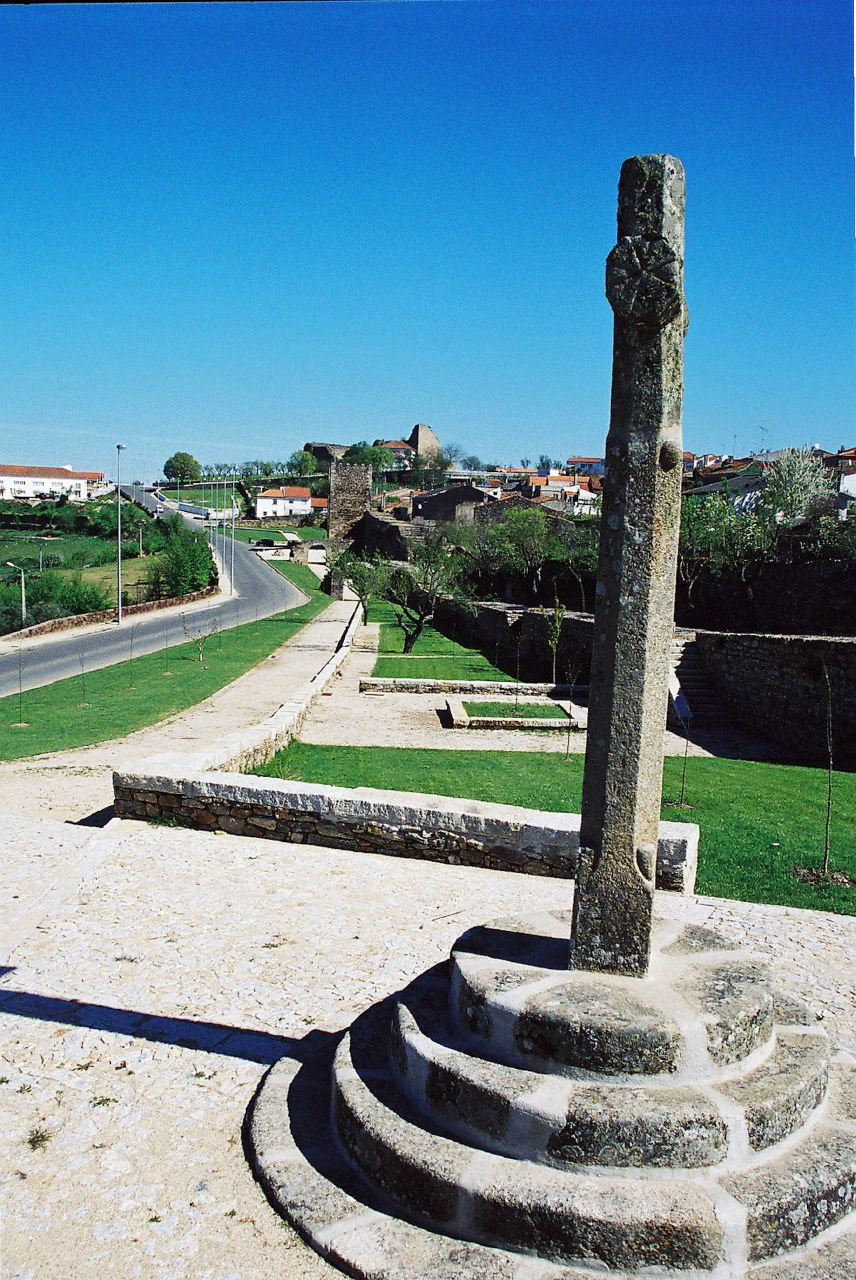

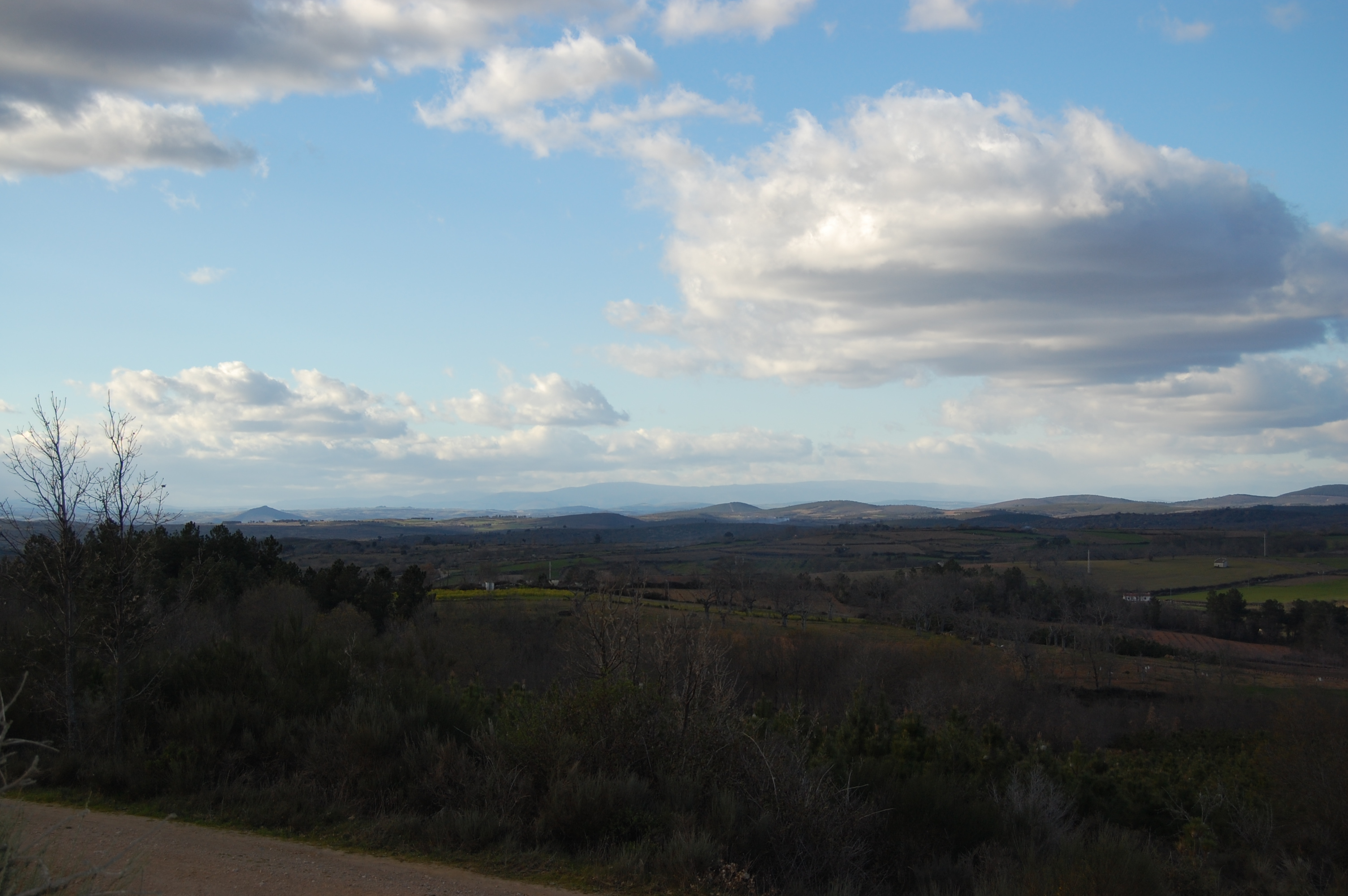

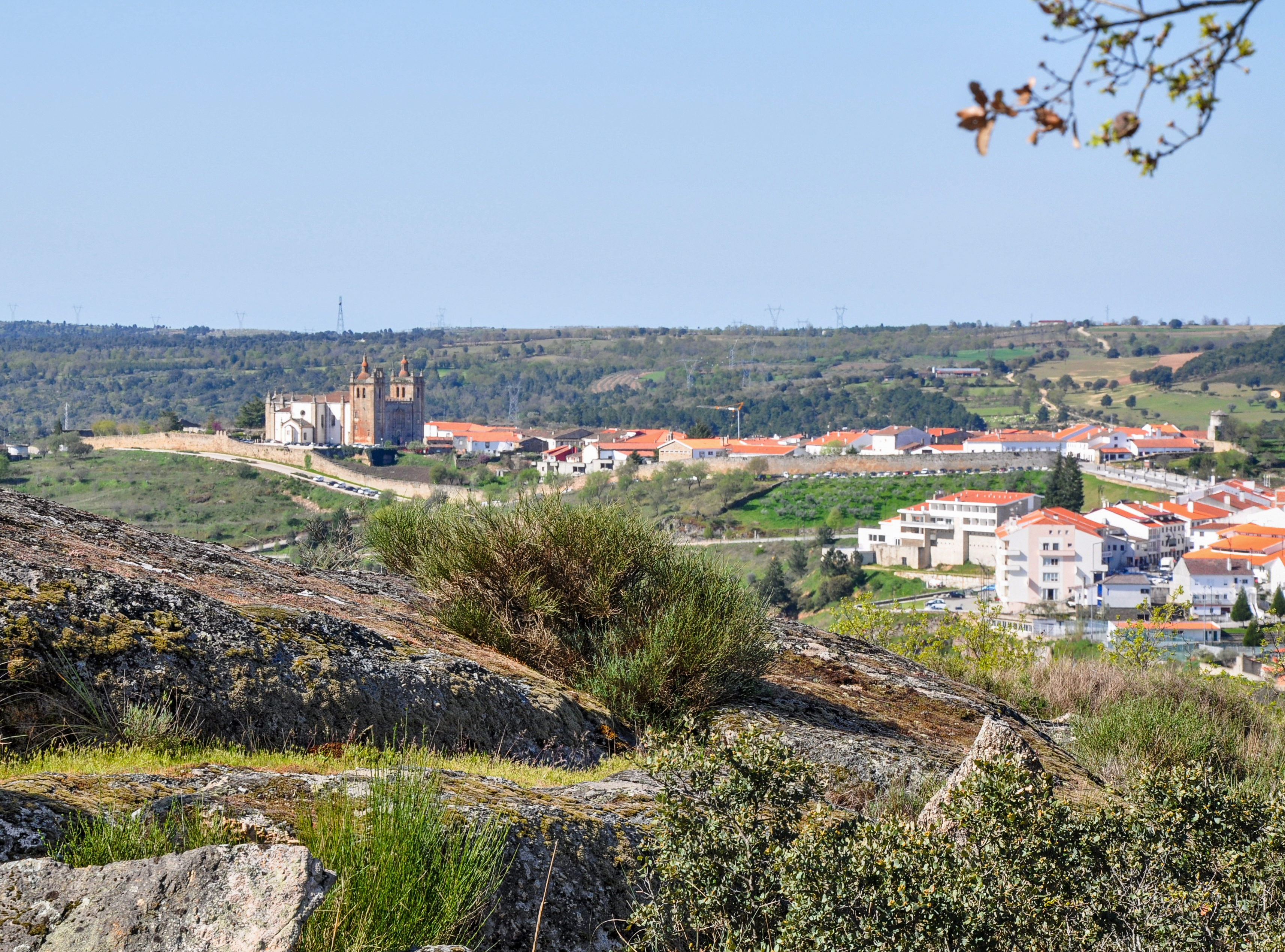

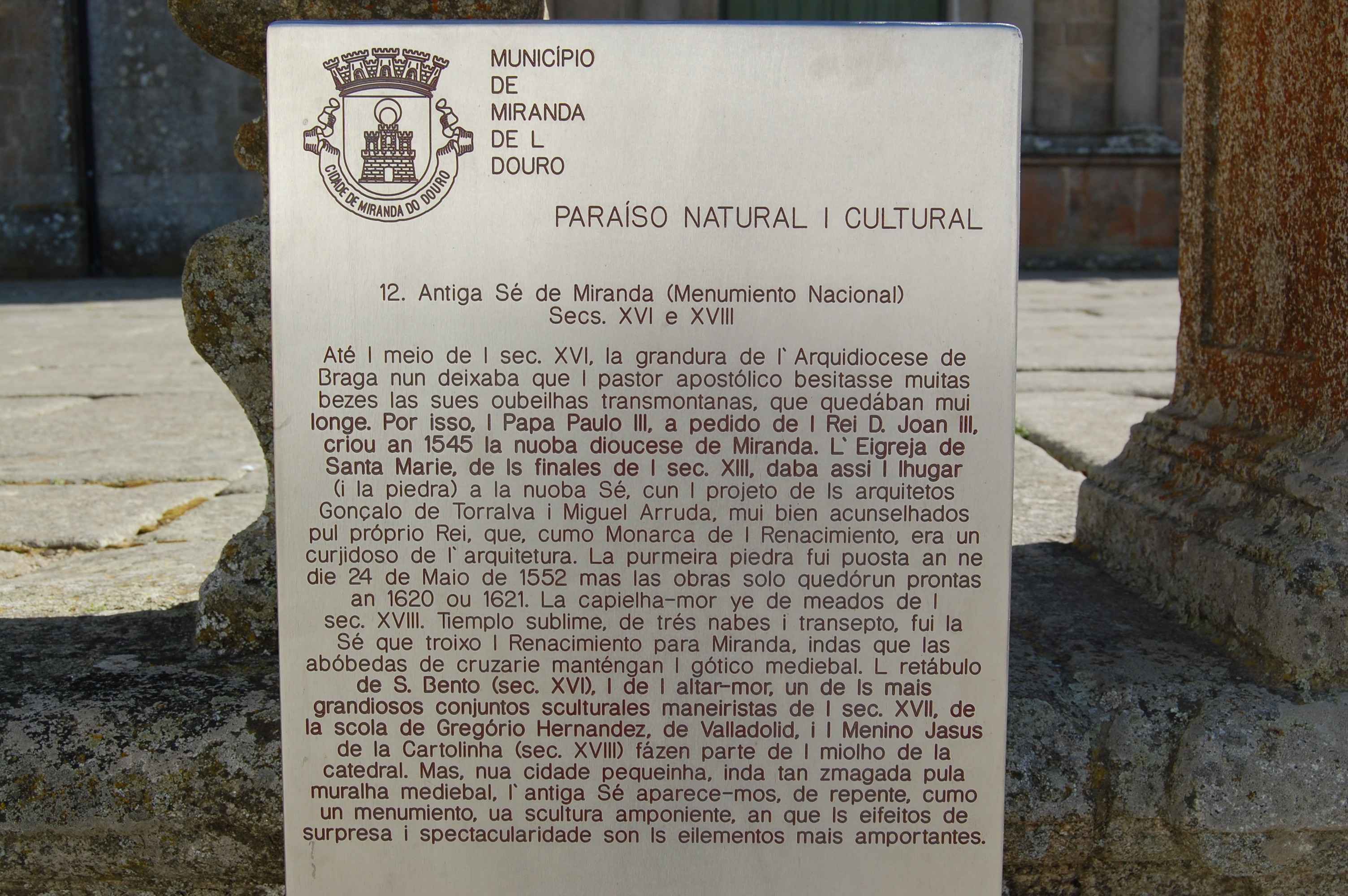

杜羅河畔米蘭達（葡萄牙語：Miranda do Douro），是葡萄牙的城鎮，位於該國東北部，由布拉干薩區負責管轄，面積487.18平方公里，海拔高度752米，2011年人口7,482，人口密度每平方公里15人。
41°29′39″N 6°16′27″W / 41.49417°N 6.27417°W

## 友好城市
- 法國 奥尔泰兹